# Silnice II/429
Silnice II/429 je silnice II. třídy, která vede z obce Bohdalice-Pavlovice do Koryčan. Je dlouhá 17,3 km. Prochází dvěma kraji a třemi okresy.

## Vedení silnice

### Jihomoravský kraj, okres Vyškov
- Bohdalice (křiž. II/431)
- Kozlany (křiž. III/4291, III/43339)
- Milonice (křiž. III/4292)
- Nesovice (křiž. I/50, III/4293)
- Snovídky (křiž. III/4295)
- Nemotice (křiž. III/4296)

### Jihomoravský kraj, okres Hodonín
- Mouchnice

### Zlínský kraj, okres Kroměříž
- Koryčany (křiž. II/432)